# Kolonie Nový dům
De Kolonie Nový dům (Nederlands: Kolonie Nieuw Huis) is een complex van 16 functionalistische woonhuizen gebouwd in 1928 in de Tsjechische  stad Brno in de wijk Brno-Žabovřesky. Het complex behoort tot de Nieuwe zakelijkheid in Europa (ook wel Werkbundwijken genoemd) en is een van de vijf complexen die in 2019 zijn opgenomen in de Europese Erfgoedlabellijst.